# Canto trabajado
Un canto trabajado es, en arqueología, cualquier trozo de piedra (bloque, placa de piedra, lasca, guijarro, etc.) que haya sido manipulado por el ser humano. Un canto pudo ser trabajado y, de hecho, ocurrió, de modos muy diferentes durante la Prehistoria, por ejemplo:
- Canto grabado: pudo servir para realizar incisiones y grabados artísticos o no, como ocurre con las famozas plaquetas de caliza descubiertas en la cueva valenciana de El Parpalló por Luis Pericot en los años 40[2] o este ejemplo de un canto grabado con un bisonte de la cueva francesa de Laugerie Basse (Dordoña).
- Canto pintado, como muchos de los que caracterizan el arte mueble del Aziliense, que, como es sabido, es una floreciente cultura epipaleolítica del Cantábrico y los Pirineos.
- Canto tallado, un canto trabajado por percusión, de modo que tiene someros lascados formando un filo; es el utensilio más antiguo y longevo de la humanidad, ya que forma parte de las primeras industrias conocidas en el mucho, en África oriental, y ha seguido usándose hasta las últimas décadas del siglo XX.[3]
- Canto pulimentado, el pulimento es una técnica empleada en diferentes rocas para fabricar innumerables objetos, en este caso, hemos elegido un pequeño mazo pulido, probablemente de edad calcolítica, pero también podían citarse hachas pulimentadas y otros artefactos funcionales, ceremoniales, ornamentales, etc.[4]
- Percutor duro: Es un canto que podría considerarse diferente a los anteriores porque su papel es activo, no pasivo, es la herramienta que trabaja, no el objeto trabajado (es necesario aclarar que hay percutores de materiales orgánicos —madera, cuerna..., llamados percutores blandos— que, evidentemente, no entrarían en la definición de canto trabajado). Por lo demás su función es la de golpear para obtener lascas, por lo que suele mostrar unas cicatrices muy características debidas a los choques con otras rocas: microestrellas, astillamientos, fisuras, cúpulas de percusión (es decir, conos incipientes). Para ser considerados herramientas, estas cicatrices deben ser lo suficientemente abundantes como para descartar la acción fortuita de la naturaleza. De hecho, se conocen muy pocos.[5]

Es muy común emplear la expresión Canto trabajado como un sinónimo de «Canto tallado», pero, como se ve, aquella es mucho más ambigua que ésta, pues el mensaje científico puede ser muy equívoco. Desde luego, hay muchos más ejemplos de cantos trabajados que los aquí expuestos, por eso, en el año 1971, el especialista en Paleolítico Inferior, de la Universidad de Salamanca, Luis Benito del Rey, propuso distinguir los cantos tallados del resto, en el Congreso Arqueológico Nacional de Jaén (España). El empleo de esta expresión, además, debía desbancar barbarismos que se estaban introduciendo por aquellas fechas en España como Chopper o Chopping-tool. No obstante, en el siguiente Congreso Nacional español, esta vez celebrado en Huelva en 1973, otra especialista en Paleolítico Inferior, María Ángles Querol, de la Universidad de Madrid, propuso la expresión «cantos trabajados», pues se acercaba más a la utilizada en la tipología francesa: Galets aménagés.
Repetimos, actualmente es habitual usar ambas expresiones indistintamente y, aunque una de ellas (canto tallado) fuera más precisa y se propusiese con anterioridad, por el momento es minoritaria.